# Battaglia di Cesenatico
La battaglia di Cesenatico fu una battaglia parte della guerra austro-napoletana che si svolse il 23 aprile 1815 nel comune di Cesenatico sulla costa adriatica. Il principale esercito napoletano, comandato dal loro re, Gioacchino Murat, si stava ritirando nel loro quartier generale ad Ancona dopo una serie di sconfitte nell'Italia settentrionale. I napoletani erano inseguiti da un corpo austriaco al comando di Adam Albert von Neipperg. La sera del 23 aprile, mentre una guarnigione napoletana di 3 000 uomini era di stanza in città, un piccolo contingente di 600 ussari e cacciatori austriaci fece crollare il ponte di pietra nel comune. Nei successivi combattimenti, gli austriaci fecero 200 prigionieri con solo perdite lievi mentre inflissero pesanti perdite alla guarnigione. Il giorno seguente, il resto dell'avanguardia austriaca giunse in città e scoprì che i napoletani erano già partiti durante la notte.